# 夕凪 (バンド)
夕凪（ゆうなぎ）は、日本のバンドである。

## 概要
1994年に大阪にて結成される。

## メンバー
- 伊藤せい子（ボーカル、大阪の梅田ムジカジャポニカのオーナー）
- 山崎保（ギター）
- 石井路翁（ベース）
- 藤山朋哉 （ドラム）
- 山川ちかこ （キーボード）

## 作品

### アルバム
- 真昼の月　<COCA-14285>　（1997年7月6日）
- 室外音楽１　<CXCA-1135>　（2003年7月6日）
- 室外音楽２　<CXCA-1178>　（2005年11月21日）
- 夕凪Ⅲ～食卓と愛　<CXCA-1258>　（2009年10月1日）
- 室外音楽３　<CXCA-1301>　（2014年11月15日）
- 日々の糧　<CXCA-1323>　（2024年9月25日）

### 参加作品
| 発売日        | タイトル                                         | 規格品番  | 収録曲                 | 備考                    |
| ------------- | ------------------------------------------------ | --------- | ---------------------- | ----------------------- |
| 2003年7月25日 | JAPANESE GIRLS 2003 WEST                         | CXCA-1139 | M-7 右のドア           | MIDI INC.               |
| 2005年7月30日 | 高田渡「ごあいさつ」トリビュート                 | CXCA-1172 | M-9 おなじみの短い手紙 | MIDI INC.               |
| 2023年10月4日 | 双葉双一トリビュート・アルバム「He’s Not There」 | MJR01-001 | M-10 夜の底            | Musica Japonica Records |